# Boronia repanda
Boronia repanda är en vinruteväxtart som först beskrevs av Maiden & E. Betche, och fick sitt nu gällande namn av Maiden & E. Betche. Boronia repanda ingår i släktet Boronia och familjen vinruteväxter. Inga underarter finns listade i Catalogue of Life.